# Ardisia tinifolia
Ardisia tinifolia là một loài thực vật có hoa trong họ Anh thảo. Loài này được Sw. mô tả khoa học đầu tiên năm 1788.